# 朝那县 (秦国)
朝那縣是中国古代县名，位于今天的甘肅省靈台縣朝那鎮。
最早于公元前272年设立，当时秦国灭义渠国，在此设立朝那县，属于北地郡。
北魏神龟元年（518年），废朝那县，置黄石县（宁夏彭阳沟口乡），属长城郡。
另外，《帝王世紀》作者，西晉皇甫谧是朝那县人。